# Julodimorpha bakewelli
Julodimorpha bakewelli  (лат.) — вид жуков из семейства златок (Buprestidae). Видовое название дано в честь британского энтомолога Роберта Бакуэлля (Robert Bakewell, 1810—1867), который собрал большую коллекцию австралийских жуков-златок. Широкую известность жук получил после того, как энтомологи, обнаружившие странное половое поведение самцов, спустя 30 лет получили за своё открытие Шнобелевскую премию.

## Описание

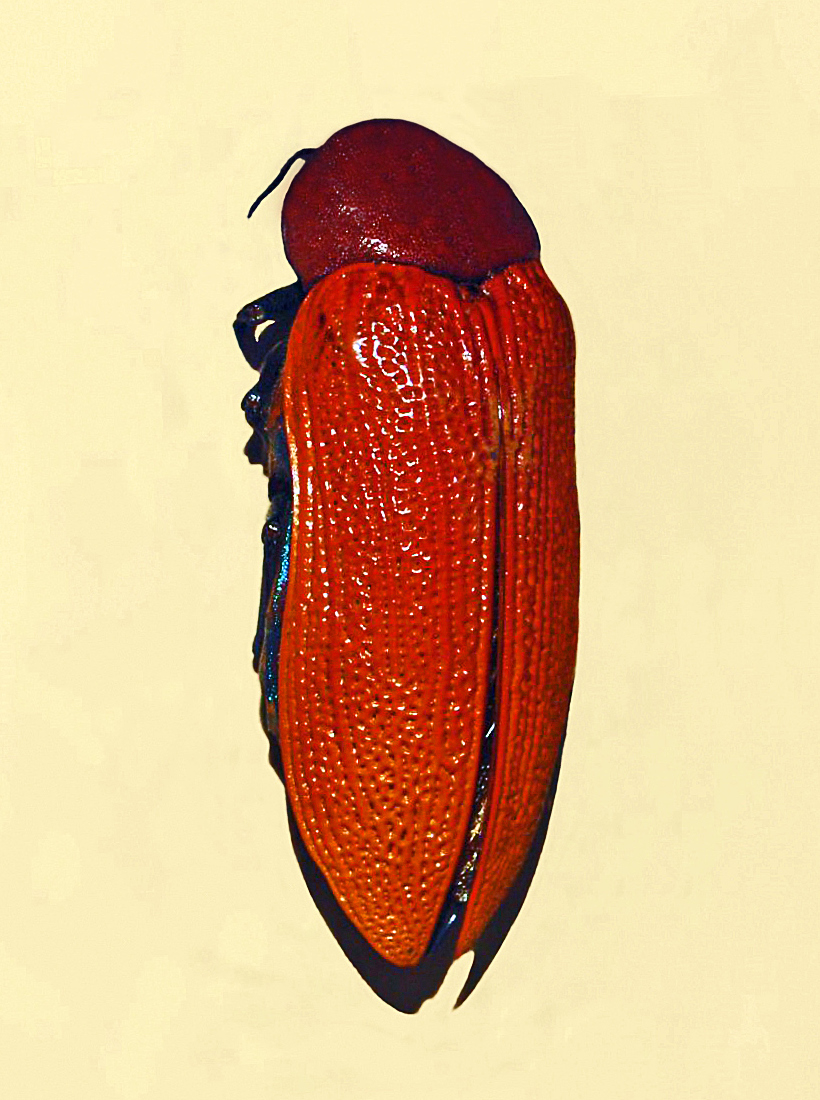

Крупнейший представитель семейства на территории Австралии, достигающий длины до 40 мм. Самки крупнее самцов. Покровы тела твердые и прочные. Надкрылья в густой крупной пунктировке, образующей морщинистые структуры. Переднеспинка темно-коричневого либо оранжевато-коричневатого цвета, довольно широкая у основания. Надкрылья коричневато-оранжевые, шире переднеспинки. Тело удлинённое, надкрылья сужены на конце. Усики короткие, пильчатые. Голова некрупная, вертикальная, с обращенными вниз ротовыми органами. Сложные глаза сильно развитые, занимают собой значительную часть головы и находятся на несколько более боковом положении, что является приспособлением к обитанию в пустынных местностях и связанном с ним излишком света. Вид был впервые описан в 1859 году шотландским зоологом Адамом Уайтом (1817–1879) под первоначальным названием Stignodera bakewellii White, 1859.

## Биология
Жуки встречаются в августе и сентябре. Самцы активны и часто летают. Самки не летают и все время проводят на земле. Жуки часто попадаются питающимися на цветках Acacia calamifolia.
Яйца, личинка и куколка не описаны. Личинки развиваются в древесине корней и стволов различных видов эвкалипта (Myrtaceae).
Жуками может питаться седобородая пустельга — вид хищных птиц рода соколов.

## Ареал
Эндемик Австралии. Населяет засушливые и полузасушливые районы Квинсленда, Нового Южного Уэльса, Южной Австралии, Виктории и Западной Австралии.

## Половое поведение самцов

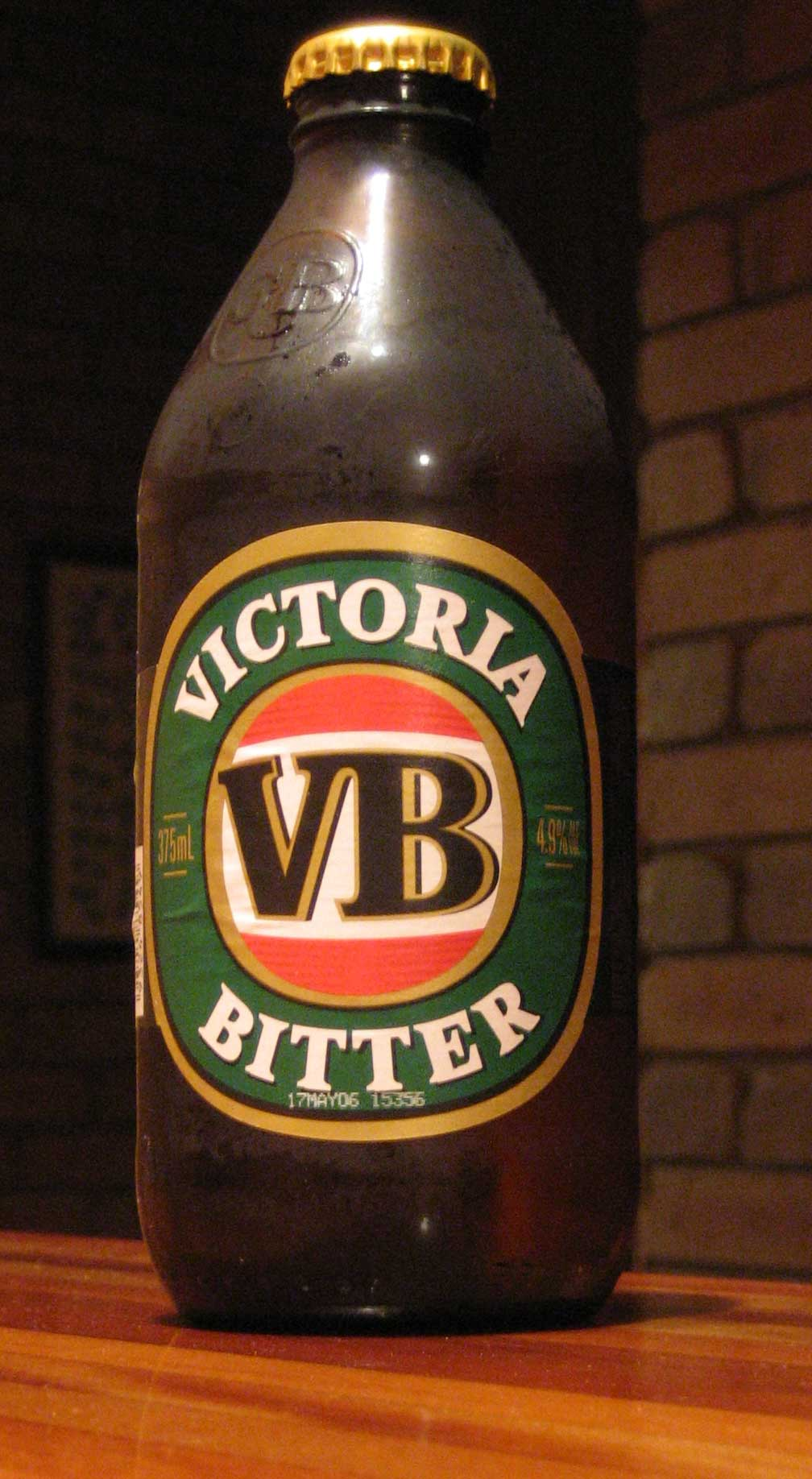
Австралийская 375 мл бутылка типа stubbie

Учёные наблюдали попытки самцов этого вида совокупляться с 370 мл пивными бутылками, называемыми «stubbie». При этом самцы проявляют особое рвение, игнорируя настоящих самок. Часто в результате подобных тщетных попыток совокупиться самцы жуков погибают от жары либо нападающих на них муравьев. Эти наблюдения подтверждают прогноз сексуальной теории выбора о том, что самцы биологических видов с низкой плодовитостью не избирательны относительно самок в процессе спаривания.
Впервые данное поведение было открыто в начале 1980-х годов австралийцами Дэрилом Гвинном и Дэвидом Ренцом.
Они шли по обочине дороги в Dongara (Западная Австралия) и увидели несколько выкинутых пустых пивных бутылок с сидящими на них жуками этого вида. На месте ими был проведен эксперимент в котором 4 бутылки «stubbie» были поставлены на земле. Спустя полчаса 2 бутылки уже привлекли жуков. Наблюдалась картина, когда жук был атакован муравьями Iridomyrmex discors, но не реагировал на это и продолжал пытаться совокупиться с бутылкой.
Учёные выяснили, что жуков привлекают пивные бутылки определённого цвета и текстуры стекла — с особенными пупырышками (ряды небольших бугорков вокруг основания бутылки), которые похожи на текстуру надкрыльев самки. Также цвет бутылки напоминает окраску самих жуков. Впоследствии, осенью 2011 года, данные учёные были удостоены Шнобелевской премии за самые нелепые открытия в разных областях науки, в том числе биологии.
Выброшенные бутылки из-под пива представляют собой серьезную опасность для этого вида жуков. Для самцов они настолько привлекательны, что жуки предпочитают бутылки самкам. Наблюдаемый феномен поведения жуков Julodimorpha, пытающихся спариваться с пивными бутылками определённой формы, является эволюционной ловушкой, которая в итоге не может дать репродуктивного продолжения рода. Она очевидно связана с внезапными изменениями, вызванными человеком в привычной естественной среде обитания жуков, когда новые поведенческие или иные сигналы коррелируются со старыми, но являются ложными. Подобные эволюционные и экологические ловушки могут привести к вымиранию вида, если численность популяции упадёт ниже критического уровня прежде чем произойдёт адаптация к новым условиям среды.